# Iwan Niepriajew
Iwan Nikołajewicz Niepriajew, ros. Иван Николаевич Непряев (ur. 4 lutego 1982 w Jarosławiu) – rosyjski hokeista, reprezentant Rosji, olimpijczyk.

## Kariera
- Łokomotiw 2 Jarosław (1998-2001, 2003)
- Łokomotiw Jarosław (2000-2008)
- Dinamo Moskwa (2008-2010)
- Atłant Mytiszczi (2010–2011)
- SKA Sankt Petersburg (2011–2013)
- CSKA Moskwa (2013–2014)
- Awangard Omsk (2014–2015)

Wychowanek i wieloletni zawodnik Łokomotiwu Jarosław. Od czerwca 2011 roku zawodnik SKA Sankt Petersburg, związany dwuletnim kontraktem. Od maja 2013 zawodnik CSKA Moskwa, związany dwuletnim kontraktem. W lipcu 2014 odszedł z klubu. Od lipca 2014 zawodnik Awangardu Omsk. Odszedł z klubu w marcu 2015.
Uczestniczył w turniejach mistrzostw świata juniorów do lat 20 edycji 2001, 2002, seniorskich mistrzostw świata w 2005, 2007 oraz zimowych igrzysko olimpijskich 2006.
W sezonie 2017/2018 podjął pracę skauta dla amerykańskiego klubu Minnesota Wild z NHL.

## Sukcesy
Reprezentacyjne
- Złoty medal Mistrzostw świata juniorów do lat 20: 2002
- Brązowy medal Mistrzostw Świata: 2005, 2007

Klubowe
- Złoty medal mistrzostw Rosji: 2002, 2003 z Łokomotiwem
- Srebrny medal mistrzostw Rosji: 2008 z Łokomotiwem, 2009 z Dinamem, 2011 z Atłantem
- Brązowy medal mistrzostw Rosji: 2005 z Łokomotiwem
- Drugie miejsce w Pucharze Kontynentalnym: 2003 z Łokomotiwem
- Puchar Spenglera: 2008 z Dinamem
- Puchar Kontynentu: 2013 ze SKA
- Brązowy medal mistrzostw Rosji: 2013 ze SKA